# Championnats du monde de patinage de vitesse sur piste courte 2023
Navigation
Montréal 2022 Rotterdam 2024
Les Championnats du monde de patinage de vitesse sur piste courte 2023 se déroulent à Séoul en Corée du Sud du 10 au 12 mars 2023. L'événement est organisé par l'Union internationale de patinage (ISU).
Il y a neuf épreuves au total : quatre pour les hommes et quatre pour les femmes. Les différentes distances sont le 500 mètres, le 1 000 mètres, le 1 500 mètres et le relais de 3 000 mètres (5 000 mètres pour les hommes). Une épreuve de relais mixte sur 2 000 mètres vient compléter le programme.

## Palmarès

### Résultats
| Épreuves             | Or                                                                                                  | Or             | Argent                                                                                  | Argent         | Bronze                                                                               | Bronze         |
| -------------------- | --------------------------------------------------------------------------------------------------- | -------------- | --------------------------------------------------------------------------------------- | -------------- | ------------------------------------------------------------------------------------ | -------------- |
| Hommes               | |                |                                                                                         |                |                                                                                      |                |
| 500 m                | Pietro Sighel (ITA)                                                                                 | 41 s 166       | Steven Dubois (CAN)                                                                     | 41 s 223       | Jens van 't Wout (NED)                                                               | 41 s 243       |
| 1 000 m              | Park Ji-won (KOR)                                                                                   | 1 min 27 s 741 | Stijn Desmet (BEL)                                                                      | 1 min 27 s 974 | Steven Dubois (CAN)                                                                  | 1 min 28 s 069 |
| 1 500 m              | Park Ji-won (KOR)                                                                                   | 2 min 17 s 792 | Pietro Sighel (ITA)                                                                     | 2 min 17 s 898 | Pascal Dion (CAN)                                                                    | 2 min 17 s 986 |
| 5 000 m relais       | Chine Li Wenlong Lim Hyo-jun Liu Guanyi Zhong Yuchen Song Jiahua                                    | 7 min 04 s 412 | Italie Andrea Cassinelli Tommaso Dotti Pietro Sighel Luca Spechenhauser Thomas Nadalini | 7 min 04 s 484 | Corée du Sud Hong Kyung-hwan Lee June-seo Lim Yong-jin Park Ji-won Lee Dong-hyun     | 7 min 04 s 884 |
| Femmes               | |                |                                                                                         |                |                                                                                      |                |
| 500 m                | Xandra Velzeboer (NED)                                                                              | 41 s 977       | Suzanne Schulting (NED)                                                                 | 42 s 450       | Selma Poutsma (NED)                                                                  | 42 s 567       |
| 1 000 m              | Xandra Velzeboer (NED)                                                                              | 1 min 29 s 361 | Choi Min-jeong (KOR)                                                                    | 1 min 29 s 679 | Courtney Sarault (CAN)                                                               | 1 min 29 s 794 |
| 1 500 m              | Suzanne Schulting (NED)                                                                             | 2 min 31 s 349 | Choi Min-jeong (KOR)                                                                    | 2 min 31 s 448 | Kim Boutin (CAN)                                                                     | 2 min 31 s 575 |
| 3 000 m relais       | Pays-Bas Selma Poutsma Suzanne Schulting Yara van Kerkhof Xandra Velzeboer Michelle Velzeboer       | 4 min 09 s 056 | Corée du Sud Choi Min-jeong Kim Geon-hee Kim Gil-li Shim Suk-hee Lee So-yeon            | 4 min 09 s 151 | Canada Kim Boutin Claudia Gagnon Courtney Sarault Renée Steenge Rikki Doak           | 4 min 09 s 372 |
| Mixte                | |                |                                                                                         |                |                                                                                      |                |
| 2 000 m relais mixte | Pays-Bas Teun Boer Suzanne Schulting Jens van 't Wout Xandra Velzeboer Itzhak de Laat Selma Poutsma | 2 min 41 s 646 | Chine Gong Li Li Wenlong Lin Xiaojun Zang Yize Wang Xinran Zhong Yuchen                 | 2 min 41 s 821 | Italie Andrea Cassinelli Arianna Sighel Pietro Sighel Arianna Valcepina Chiara Betti | 2 min 41 s 907 |

### Tableau des médailles
| Rang  | Nation       | Or | Argent | Bronze | Total |
| ----- | ------------ | -- | ------ | ------ | ----- |
| 1     | Pays-Bas     | 5  | 1      | 2      | 8     |
| 2     | Corée du Sud | 2  | 3      | 1      | 6     |
| 3     | Italie       | 1  | 2      | 1      | 4     |
| 4     | Chine        | 1  | 1      | 0      | 2     |
| 5     | Canada       | 0  | 1      | 5      | 6     |
| 6     | Belgique     | 0  | 1      | 0      | 1     |
| Total | Total        | 9  | 9      | 9      | 27    |